# Fabresema bicornuta
Fabresema bicornuta là một loài bướm đêm thuộc phân họ Arctiinae, họ Erebidae.